# Toanga
Toanga är en ort i Burkina Faso.   Den ligger i provinsen Bazega Province och regionen Centre-Sud, i den centrala delen av landet, 50 km sydost om huvudstaden Ouagadougou. Toanga ligger 291 meter över havet och antalet invånare är 2 019.
Terrängen runt Toanga är platt. Närmaste större samhälle är Kombissiri, 12,4 km nordväst om Toanga.
Omgivningarna runt Toanga är en mosaik av jordbruksmark och naturlig växtlighet. Runt Toanga är det ganska tätbefolkat, med 52 invånare per kvadratkilometer.